# Fernando Álvarez Martínez
Fernando Álvarez Martínez (Medina de Pomar, 30 de mayo de 1814-Madrid, 6 de noviembre de 1883) fue un político español, miembro del Partido Moderado.

## Biografía
Nació en Medina de Pomar, hijo un brigadier de valor acreditado. Estudió Filosofía en Burgos y Derecho en Valladolid. Interrumpió sus estudios para inscribirse en el batallón escolar de Minerva, organizado por Claudio Moyano para emprender una expedición contra el carlista Batanero. Se le recompensó, por esta acción, con la Cruz de Isabel II.
Reanudados sus estudios en 1836, los interrumpió de nuevo para acudir al llamamiento a la milicia movilizada que hizo la Diputación de Burgos con motivo del incremento de la guerra carlista. Fue nombrado capitán y llegó a ejercer el mando en cuatro compañías. Finalizada la campaña, fue a Alcalá, donde finalizó su carrera de jurisprudencia. Trasladado a la corte, ingresó en la Academia de Jurisprudencia, de la que fue bibliotecario, censor y académico de mérito. Ingresó en 1839 en la Secretaría de Gracia y Justicia, en la que fungió como auxiliar y oficial, pero dimitió con motivo del pronunciamiento de septiembre de 1840. En esa época se dedicó también al estudio de varios idiomas e historia y a la publicación del grueso de su obras. Con la caída de Espartero, volvió al destino de Gracia y Justicia y Negociado de asuntos eclesiásticos. Fue comisionado como notario mayor del reino para la conducción del cadáver de la infanta Luisa Carlota al panteón de El Escorial.
En 1845 fue elegido diputado a Cortes por Burgos, adscrito al Partido Moderado. Según Manuel Martínez Añíbarro y Rives, se mostraba bastante activo en los debates. Ya en octubre de 1857 ocupó interinamente la cartera de Gracia y Justicia, cuyo titular fue entre enero y marzo de 1864. Fue designado presidente del Congreso de los Diputados poco después y ocupó el cargo hasta 1865.
La Revolución de Septiembre lo alejó de la vida pública, hecho que aprovechó para fomentar sus aficiones arqueológicas. Con la restauración de Alfonso XII en el trono, fue nombrado presidente de la Junta de Pensiones Civiles y del Tribunal de Cuentas, en cuyo destino falleció el 8 de noviembre de 1883.
Era miembro de la Real Academia de Ciencias Morales y Políticas, además de senador por derecho propio.

## Obras
Fue autor de varios escritos, entre los que se cuentan los siguientes:
- Descripción del monasterio y palacio de San Lorenzo, casa del príncipe y demás notable que encierra bajo el aspecto histórico, literario y artístico del Real sitio del Escorial, para uso de los viajeros y curiosos que la visiten (1843);
- Informe dado a la Academia de Ciencias Morales y Políticas sobre el manuscrito anónimo titulado «De la Divina Providencia», atribuido a D. Joaquín Lorenzo Villanueva, y remitido por el Gobierno para el examen;

Asimismo, fue director de una publicación titulada Biografía contemporánea universal y le dedicó tiempo y trabajo. También leyó memorias, pronunció discursos y escribió artículos varios —algunos de ellos publicados en la Enciclopedia Española de Derecho y Administración de Lorenzo Arrazola—.